# Hassan Haskins
Hassan Asliali Haskins Jr. (San Luis, Misuri, 26 de noviembre de 1999) más conocido como Hassan Haskins, es un jugador profesional estadounidense de fútbol americano, se desempeña en la posición de running back en Tennessee Titans, en la National Football League (NFL).

## Carrera
Fue seleccionado en la cuarta ronda en la Reunión Anual de Selección de Jugadores de la NFL de 2022. Hizo su debut profesional con el equipo Tennessee Titans, donde lleva jugando dos temporadas.